# 房室回帰性頻拍
房室回帰性頻拍( ぼうしつかいきせいひんぱく、Atrioventricular reentrant tachycardia、AVRT ) は、異常に高速な心拍の一種である。症状には、動悸、立ちくらみ、胸の不快感などがあげられる。一般的に突然発症し、心拍数は毎分150～250回数えられる。合併症はまれである。AVRTは、発作性上室性頻拍（PSVT）の一種である。
原因には、ウォルフ・パーキンソン・ホワイト症候群（WPW）などがあげられる。房室回帰性頻脈の根本的な原因の機序には副伝導路が関与しており、房室結節の外側で、心房側と心室側の間を電気信号が旋回することによる。正方向性と逆方向性の2つのタイプがあり、正方向性の場合は電気信号が心室から心房への副伝導路を通り、QRS幅は一般的に狭い、逆方向性の場合は電気信号が心房から心室に移動し、QRS幅が広い。永続性接合部回帰頻拍(PJRT) は、正方向性房室回帰性頻脈の一種である。
状態が安定している場合の初期治療には、ヴァルサルヴァ法がおこなわることが多い。ヴァルサルヴァ法が効果的でない場合には、アデノシンが使用される。他に、ベラパミル、プロカインアミド、ベータ遮断薬などが用いられる。これらが効果的でない場合、または、状態が不安定な場合には、電気的除細動がおこなわれる。再発性発作は、高周波アブレーションにより予防できる。アブレーションが使できない患者には、フレカイニドが使用される。
房室回帰性頻脈は,まれであり、影響を受けるのは人口の1％未満である。約0.2%の人は心電図によりWPWと診断されるが、そのすべての人にAVRTなどの速い心拍数がみられるわけではない。房室回帰性頻脈は、房室結節回帰性頻拍（AVNRT）に次いで2番目に多いタイプのPSVTである。発症の多くは、9歳から37歳頃にみられる。副伝導路については1893年にステリオ・カンデッリによって最初に説明されたが、症例のある症状についてはルイス・ウォルフ（Louis Wolff）、ジョン・パーキンソン（John Parkinson）、ポール・ホワイト（Paul Dudley White）に説明される1930年までされなかった。